# Bala (Mehedinți)
Pour les articles homonymes, voir Bala.
Bala est une commune roumaine du județ de Mehedinți, dans la région historique de l'Olténie et dans la région de développement du Sud-Ouest.

## Géographie
La commune de Bala est située dans le nord du județ, à 50 km au nord de Drobeta Turnu-Severin, la préfecture du județ.
La commune est composée des quatorze villages (population en 2002) suivants :
- Bala (936), siège de la municipalité ;
- Bala de Sus (733) ;
- Brateșul (166) ;
- Brativoiești (602) ;
- Câmpu Mare (122) ;
- Cârșu (75) ;
- Comănești (205) ;
- Dâlma (391) ;
- Iupca (171) ;
- Molani (77) ;
- Rudina (624) ;
- Runcușor (217) ;
- Sărdănești (195) ;
- Vidimirești (218).

## Histoire
La première mention écrite du village date de 1327.
Dans le cillage de Cârșu, on a trouvé lors de campagnes de fouilles de nombreuses pièces de monnaie à l'effigie de l'empereur Trajan, conquérant de la Dacie.

## Religions
En 2002, 98,42 % da la population était orthodoxe.

## Démographie
En 2002, la commune comptait 99,6 % de Roumains.
| 2002  | 2007  |
| ----- | ----- |
| 4 732 | 4 578 |

## Économie
L'économie de la commune est essentiellement agricole (agriculture, élevage, bois).

## Lieux et monuments
- Bala de Sus, église St Nicoals (Sf Nicolae) de 1882.
- Comănești, église des Sts Apôtres Pierre et Paul (Sf Ap Petru și Pavel) de 1879.
- Runcușor, église en bois St Georges (Sf Gheorghe) de 1834.
- Vidimirești, église en bois St Nicolas (Sf Nicolae) de 1895.
- Bala, Bala de Sus, Cârșu, Iupca, Rudina, Vidimirești, sources d'eau minérale.